# Índia e as armas de destruição em massa
A Índia é conhecida por possuir armas nucleares, e no passado possuía armas químicas. Embora a Índia não faça quaisquer declarações oficiais sobre o tamanho de seu arsenal nuclear, estimativas recentes sugerem que a Índia tem entre 90 e 110 armas nucleares, consistentes com as estimativas anteriores de que tinha produzido plutônio suficiente para até 75 a 110 armas nucleares. Desde 1999, a Índia foi estimada para ter 4 200 kg de plutônio de qualidade de seus reatores de energia, o que é equivale a cerca de 1 000 armas nucleares. A Índia não é signatária do Tratado de 1968 de não Proliferação Nuclear (TNP),alegando ser discriminatório, pois permite que os membros permanentes do Conselho de Segurança da ONU (EUA, Rússia, China, Reino Unido e França) tenham arsenais nucleares sem nenhuma obrigação de desarmar, enquanto a Índia, apesar de ser um estado de armas nucleares , deve assinar o tratado como um estado de armas não nucleares e se sujeitar a inspeções. 
A Índia assinou e ratificou a Convenção sobre as Armas Biológicas e a Convenção sobre as Armas Químicas.

## Armas biológicas
A Índia tem uma infra-estrutura de biotecnologia bem desenvolvida que inclui numerosas instalações de produção farmacêutica bio laboratórios de contenção (incluindo BSL-3 e BSL-4) para trabalhar com agentes patogénicos letais. Algumas das instalações da Índia estão sendo usadas para apoiar a pesquisa e desenvolvimento de armas biológicas para fins de defesa. A Índia ratificou a BWC e compromete-se a respeitar as suas obrigações. Não há nenhuma evidência clara, circunstancial ou não, que aponta diretamente para um programa de armas biológicas ofensivas. Nova Deli possui a capacidade científica e de infraestrutura para lançar um programa de armas biológicas ofensivas, mas optou por não fazê-lo. Em termos de entrega, a Índia também possui a capacidade de produzir aerossóis e tem inúmeros sistemas de entrega de potenciais que vão desde aviões agrícolas para mísseis balísticos sofisticados.
Não existe qualquer informação no interesse que sugere do domínio público pelo governo indiano na entrega de agentes biológicos por estes ou quaisquer outros meios. Reiterando a este último ponto, em outubro de 2002, o Presidente indiano A. P. J. Abdul Kalam afirmou que "nós [Índia] não faremos armas biológicas. É cruel para os seres humanos...".

## Armas químicas
Em 1992, a Índia assinou a Convenção sobre as Armas Químicas (CWC), afirmando que não tinha armas químicas e a capacidade ou a capacidade de fabricar armas químicas. Ao fazer isso, a Índia se tornou um dos signatários originais da Convenção sobre as Armas Químicas [CWC], em 1993, e ratificou-a em 2 de setembro de 1996. De acordo com o ex-Chefe do Exército o General Sunderji da Índia, um país que tenha a capacidade de fazer armas nucleares não precisa ter armas químicas, uma vez que o pavor das armas químicas poderiam ser criadas apenas nos países que não têm armas nucleares. Outros sugeriram que o fato de que a Índia tem encontrado armas químicas dispensáveis destacou sua confiança no sistema de armas convencionais no seu comando.
Em junho de 1997, a Índia declarou seu estoque de armas químicas (1 044 toneladas de gás mostarda). Até o final de 2006, a Índia tinha destruído mais de 75% de seu arsenal de armas químicas/materiais e recebeu uma prorrogação para destruir (os estoques remanescentes até abril de 2009) e era esperado para atingir 100% de destruição durante esse período. A Índia informou a Organização das Nações Unidas em maio de 2009 que tinha destruído o seu arsenal de armas químicas em conformidade com a Convenção sobre as Armas Químicas. Com isso a Índia se tornou o terceiro país após a Coreia do Sul e a Albânia a faze-lo. Esta foi uma cruzada controlada pelos inspetores das Nações Unidas.
A Índia tem uma avançada indústria química comercial, e produz a maior parte de seus próprios produtos químicos para o consumo interno. Também é amplamente reconhecido que a Índia tem uma extensa indústria química e farmacêutica civil e, anualmente, exporta quantidades consideráveis de produtos químicos para países como o Reino Unido, Estados Unidos e Taiwan.

## Armas nucleares
Já em 26 de junho de 1946, Jawaharlal Nehru, que em breve será Primeiro Ministro da Índia, anunciou: 
| “ | Enquanto o mundo é constituído como é, cada país terá de elaborar e usar os mais recentes dispositivos para a sua proteção. Não tenho dúvidas de que a Índia vai desenvolver suas pesquisas científicas e espero que cientistas indianos usaram a força atômica para fins construtivos. Mas se a Índia está ameaçada, ela irá inevitavelmente tentar defender-se por todos os meios à sua disposição. | ” |

Programa nuclear da Índia começou em março de 1944 e seus três estágios em tecnologia foram criados pelo Dr. Homi J. Bhabha, quando ele fundou o centro de pesquisa nuclear, do Institute of Fundamental Research. A Índia perdeu território para a China em uma breve guerra fronteiriça do Himilayan em outubro de 1962, desde que o impulso do governo de Nova Deli para o desenvolvimento de armas nucleares como forma de dissuasão potencial agressão chinesa. A Índia testou pela primeira vez um dispositivo nuclear em 1974 (codinome "Smiling Buddha"), que a Índia chamou de "explosão nuclear pacífica". O teste utilizou plutônio produzido no reator canadense CIRUS, e levantou preocupações de que a tecnologia nuclear para fins pacíficos fornecidos poderiam ser desviados para fins de armamento. Isso também estimulou o trabalho inicial do Grupo de Fornecedores Nucleares. A Índia executou mais testes nucleares em 1998 (codinome "Operação Shakti"). Em 1998, como uma resposta aos testes contínuos, Estados Unidos e Japão impôs sanções à Índia, que já foram levantadas.

### Política de não primeiro uso da Índia
A Índia tem uma política de não primeiro uso nuclear declarado e está em processo de desenvolvimento de uma doutrina nuclear baseado em "dissuasão mínima de credibilidade." Em agosto de 1999, o governo indiano lançou um projeto de doutrina que afirma que as armas nucleares são exclusivamente para a dissuasão e que a Índia irá prosseguir uma política de "apenas retaliação". O documento também afirma que a Índia "não será o primeiro a iniciar um primeiro ataque nuclear, mas irá responder com retaliação punitiva se a dissuasão falhar" e que as decisões de autorizar o uso de armas nucleares seria feita pelo Primeiro Ministro ou pelo seu "sucessor designado". De acordo com o NRDC, apesar da escalada das tensões entre a Índia e o Paquistão, em 2001-2002, a Índia continua comprometida com sua política de não primeiro uso nuclear.

Comando Nuclear Estratégico da Índia foi formalmente criado em 2003, com um oficial da Força Aérea, Marechal do ar Asthana, como Comandante-em-Chefe. O serviços conjuntos SNC é o guardião de todas as armas nucleares, mísseis e ativos da Índia. Também é responsável pela execução de todos os aspectos da política nuclear da Índia. No entanto, a liderança civil, na forma do CCS (Cabinet Committee on Security) é o único órgão autorizado para ordenar um ataque nuclear contra outro ataque agressor: Na verdade, é o Primeiro Ministro que tem o dedo "no botão". O Conselheiro de Segurança Nacional Shivshankar Menon sinalizou uma mudança significativa de "não primeiro uso" para "não primeiro uso contra Estados sem armas nucleares" em um discurso por ocasião das comemorações do Jubileu de Ouro do Colégio de Defesa Nacional, em Nova Deli, em 21 de outubro de 2010, a doutrina que Menon disse refletiu na Índia "cultura estratégica, com sua ênfase na dissuasão mínima". Em abril de 2013 Shyam Saran, organizador do Conselho Consultivo Nacional de Segurança, afirmou que, independentemente do tamanho de um ataque nuclear contra a Índia, seja uma versão miniaturizada ou um míssil "grande", a Índia vai retaliar maciçamente para causar danos inaceitáveis.

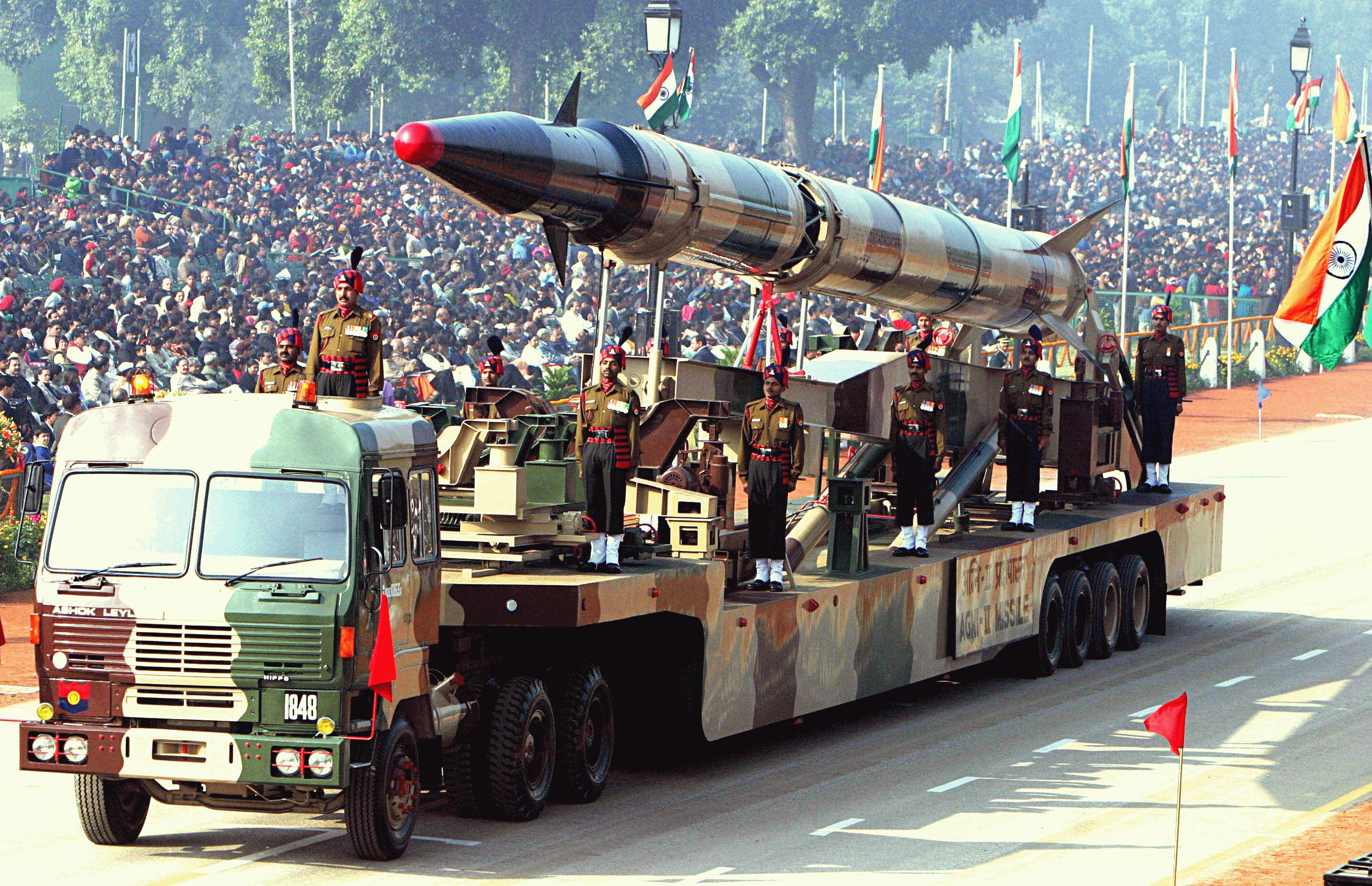
O Agni-II do Exército Indiano na parada

### Mísseis balísticos baseados em Terra
As armas nucleares terrestres da Índia estão sob o controle e implantado pelo Exército Indiano, usando uma variedade tanto de veículos e de lançamento por silos. Atualmente, eles são compostos por três tipos diferentes de mísseis balísticos, o Agni-I, Agni-II, Agni-III e o variante do Exército da família de mísseis Prithvi o Prithvi-I. Outras variantes da série de mísseis Agni estão atualmente sub-desenvolvimento, incluindo o mais recente, o Agni-IV e o Agni-V, que deverão entrar em serviço operacional total em um futuro próximo. O Agni-VI também está em desenvolvimento, com um alcance previsto de 6 000 a 8 000 km e recursos como vários veículos de reentrada independentemente segmentáveis (MIRVs) ou veículos de reentrada manobráveis (MARVs).
| Nome dos mísseis | Tipo                                      | Alcance máximo | Situação operacional        |
| ---------------- | ----------------------------------------- | -------------- | --------------------------- |
| Agni-I           | Míssil balístico de curto alcance         | 700 km         | Operacionalmente implantado |
| Agni-II          | Míssil balístico de médio alcance         | 2 500 km       | Operacionalmente implantado |
| Agni-III         | Míssil balístico de alcance intermediário | 5 000 km       | Operacionalmente implantado |
| Prithvi-I        | Míssil balístico de curto alcance         | 150 km         | Operacionalmente implantado |
| Agni-IV          | Míssil balístico de alcance intermediário | 4 000 km       | Testado com sucesso         |
| Agni-V           | Míssil balístico intercontinental         | >5 500 km      | Testado com sucesso         |
| Agni-VI          | Míssil balístico intercontinental         | 10 000 km      | Em desenvolvimento          |

### Bombardeio estratégico

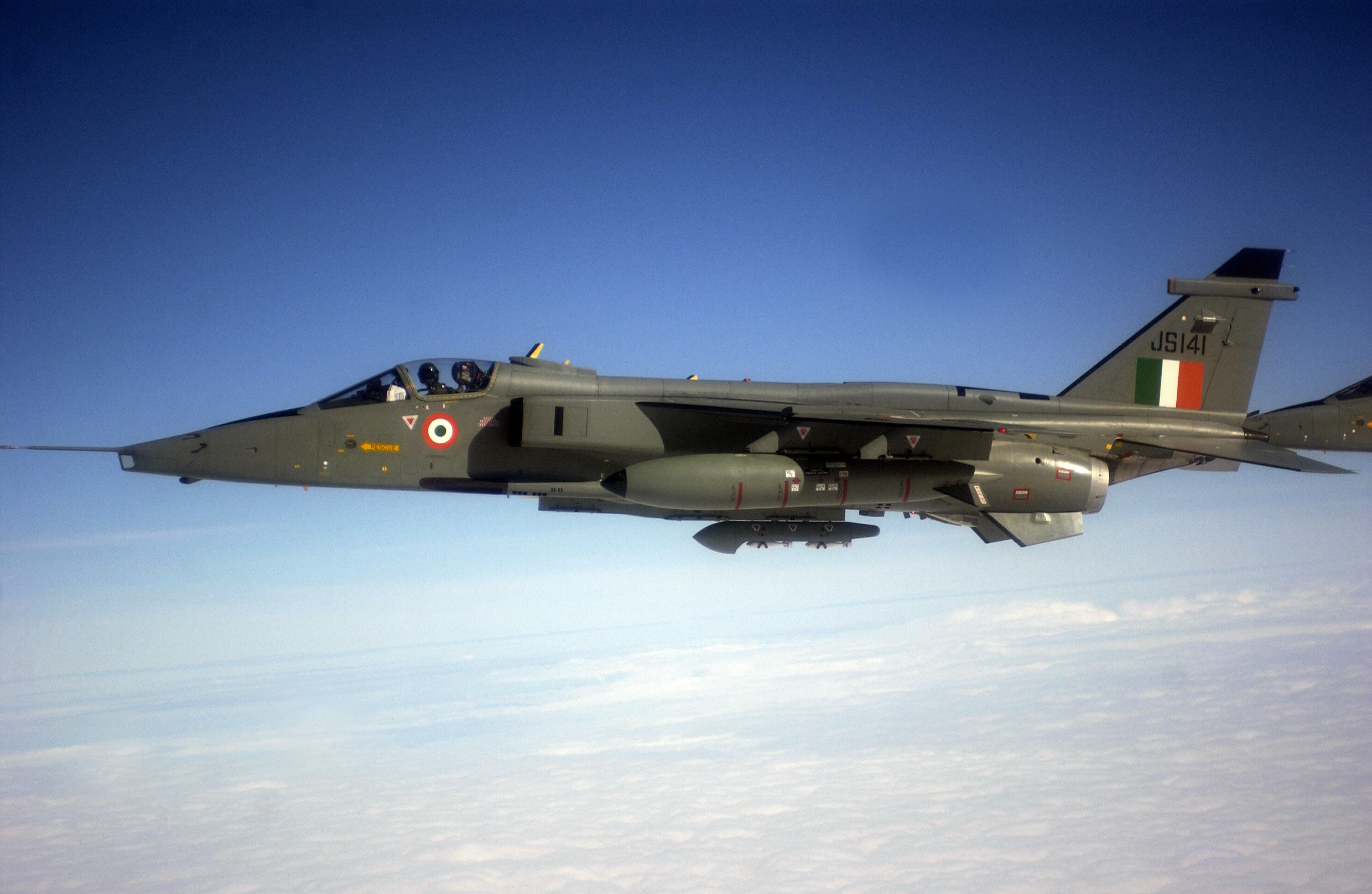
A aeronave de ataque ao solo Jaguar da Força Aérea da Índia, muitas vezes acredita-se que tenham um papel de ataque nuclear secundário

O estado atual das armas nucleares baseados no ar da Índia não é clara. No entanto, os Dassault-Breguet Mirage 2000 e os SEPECAT Jaguars da Força Aérea da Índia, muitas vezes acredita-se que tenham um papel de ataque nuclear secundário, além de suas funções de ataque ao solo. As aeronaves de ataque ao solo SEPECAT Jaguar foram projetadas pelo Reino Unido e França para ser capaz de lançar armas nucleares, e a Força Aérea da Índia identificou o jato como sendo capaz de lançar armas nucleares, se necessário. A entrega mais provável seria através do uso de não guiados, bombas nucleares livres em queda.

### Mísseis balísticos baseados em Mar

Desenho conceitual do INS Arihant

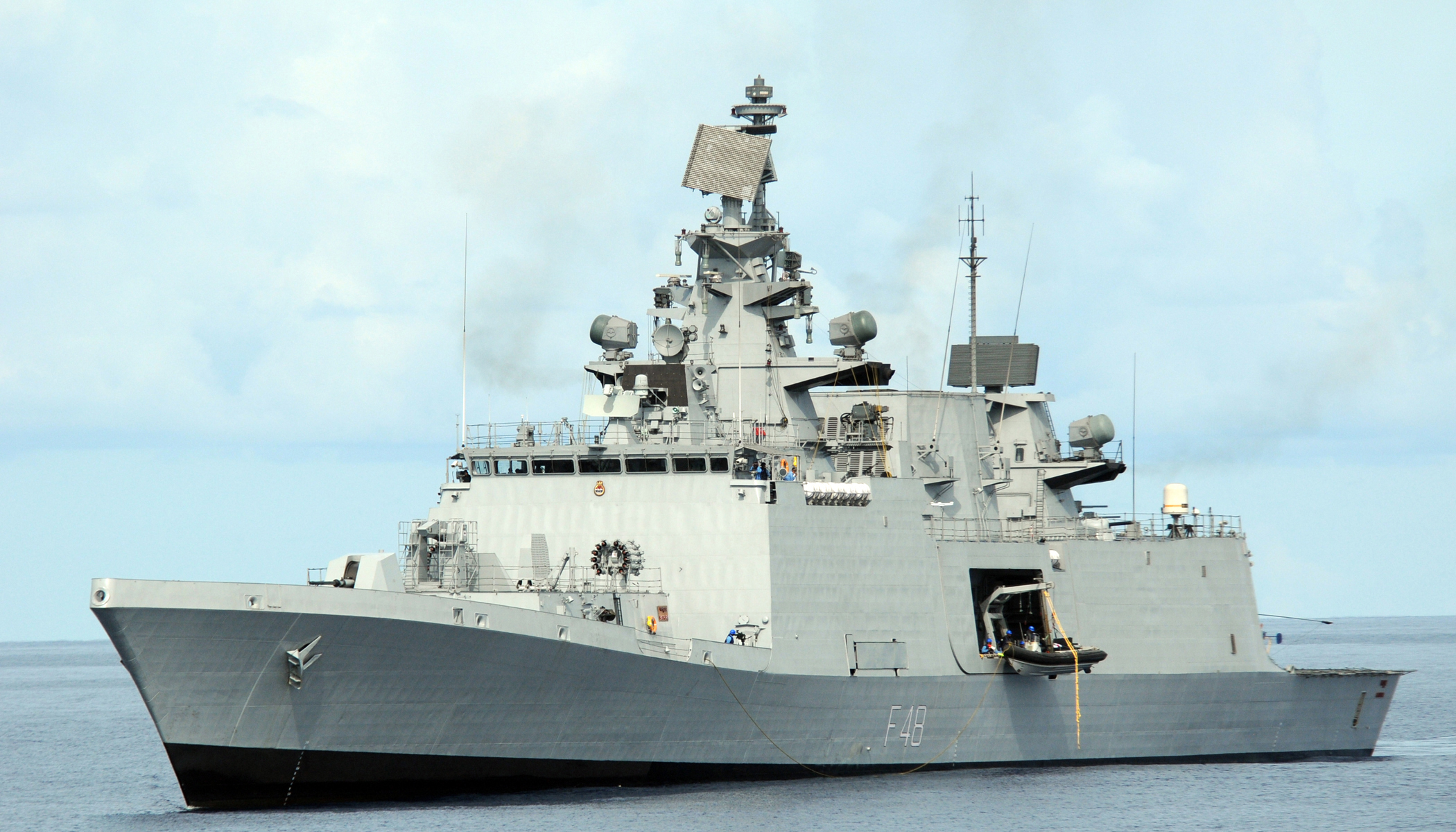
Navio de guerra de superfície, como a fragata da classe Shivalik (imagem) podem, no futuro, pode ser equipado com mísseis balísticos nucleares Dhanush

A Marinha da Índia desenvolveu dois sistemas de administração baseadas no mar para armas nucleares, completando ambições indianas para uma tríade nuclear.
O primeiro é um sistema lançados por submarino que consiste em pelo menos quatro de 6.000 toneladas de mísseis balísticos (de propulsão nuclear) da classe Arihant. A primeira embarcação, INS Arihant, foi lançado e irá completar extensos testes em mar antes de ser comissionado e declarado operacional. É o primeiro submarino de propulsão nuclear a ser construído pela Índia. Um relatório da CIA afirmou que a Rússia forneceu ajuda tecnológica ao programa de propulsão nuclear naval. Os submarinos serram armados com até 12 mísseis Sagarika (K-15) armados com ogivas nucleares. Sagarika é um míssil balístico lançado de submarinos com um alcance de 700 km. Este míssil tem um comprimento de 8.5 metros, pesa 7 toneladas e pode transportar uma carga útil de até 500 kg. Sagarika já foi testado a partir de um flutuador debaixo d'água, mas agora o DRDO está planejando um teste de pleno direito do míssil a partir de um submarino e para este fim pode utilizar os serviços da Marinha da Rússia. DRDO da Índia também está trabalhando em uma versão do míssil balístico lançado de submarinos do míssil Agni-III, conhecido como o Agni-III SL. De acordo com fontes da defesa da Índia, o Agni-III SL terá um alcance de 3.500 km. O novo míssil irá complementar os mísseis balísticos Sagarika lançados por submarinos mais velhos e menos capazes. No entanto, a classe de submarinos Arihant de mísseis balísticos será capaz de transportar apenas um máximo de 4 Agni-III SL.
O segundo é um sistema lançado em navios baseados em torno do curto alcance lançados de navio o míssil balístico Dhanush (uma variante do míssil Prithvi). Tem um alcance de cerca de 300 km. No ano de 2000, o míssil foi disparado a partir de um teste do INS Subhadra (embarcação de patrulha da classe Sukanya). INS Subhadra foi modificado para o teste e que o míssil foi lançado a partir do convés de pouso de helicóptero. Os resultados foram considerados parcialmente bem sucedidos. Em 2004, o míssil foi novamente testado a partir do INS Subhadra e desta vez os resultados foram relatados com sucesso. Em dezembro de 2005, do ano seguinte, o míssil foi testado novamente, mas desta vez a partir do destróier INS Rajput. O teste foi um sucesso com o míssil acertando um alvo terrestre.
| Nome dos mísseis | Tipo                                  | Alcance máximo | Situação operacional                               |
| ---------------- | ------------------------------------- | -------------- | -------------------------------------------------- |
| Dhanush          | Míssil balístico de curto alcance     | 350 km         | Desenvolvido, mas não implantado operacionalmente. |
| K-4              | Míssil balístico lançado de submarino | 3 500 km       | Em desenvolvimento.                                |
| Sagarika (K-15)  | Míssil balístico lançado de submarino | 700 km         | Aguardando implantação operacional no INS Arihant. |

## Resposta internacional
A Índia não é signatária do Tratado de não Proliferação Nuclear (TNP), ou do Tratado de Proibição Completa de Testes (CTBT), mas se aderiu ao Tratado de Proibição Parcial de Testes em outubro de 1963. A Índia é um membro da Agência Internacional de Energia Atômica (AIEA), e 4 de seus 17 reatores nucleares estão sujeitas às salvaguardas da AIEA. A Índia anunciou sua falta de intenção de aderir ao TNP tão tarde quanto 1997, votando contra o parágrafo de uma Resolução da Assembleia Geral que pediu a todos os não signatários do tratado para aderir a ela o mais breve possível. A Índia votou contra a resolução da Assembleia Geral da ONU endossando o CTBT, que foi aprovada em 10 de setembro de 1996. A Índia contestou a falta de previsão para o desarmamento nuclear universal "dentro de uma estrutura tempo-limite". A Índia também exigiu a proibição das simulações de laboratório. Além disso, a Índia se opôs ao disposto no Artigo XIV do CTBT, que requer a ratificação da Índia para que o Tratado entre em vigor, o que a Índia argumentou era uma violação do seu direito soberano de escolher se ele iria assinar o tratado. No início de fevereiro de 1997, o Ministro das Relações Exteriores I. K. Gujral reiterou a oposição da Índia para o tratado, dizendo que "a Índia favorece qualquer etapa destinada a destruir armas nucleares, mas considera que o tratado em sua forma atual não é abrangente e proíbe apenas determinados tipos de testes".
Em agosto de 2008, a Agência Internacional de Energia Atômica (AIEA) aprovou um acordo de salvaguardas com a Índia em que o primeiro irá gradualmente ganhar acesso a reatores nucleares civis da Índia. Em setembro de 2008, o Grupo de Fornecedores Nucleares concedeu a Índia uma renúncia que lhe permite acesso à tecnologia nuclear civil e combustível de outros países. A implementação desta renúncia fez da Índia o único país conhecido com armas nucleares que não é um signatário do TNP, mas ainda é permitido realizar comércio nuclear com o resto do mundo.
Desde a implementação da renúncia do NSG, a Índia assinou acordos nucleares com vários países, incluindo a França, Estados Unidos, Mongólia, Namíbia, e Cazaquistão enquanto isso a estrutura para os acordos semelhantes com a Austrália, Canadá e Reino Unido também estão sendo preparados.